# Notoliparis kermadecensis
Notoliparis kermadecensis és una espècie de peix pertanyent a la família dels lipàrids.

## Hàbitat
És un peix marí i batidemersal que viu entre 6.660 i 6.770 m de fondària.

## Distribució geogràfica
Es troba al Pacífic sud-occidental.

## Observacions
És inofensiu per als humans.